# Trimerodytes
Trimerodytes – rodzaj węży z podrodziny zaskrońcowatych (Natricinae) w obrębie rodziny połozowatych (Colubridae).

## Rozmieszczenie geograficzne
Rodzaj obejmuje gatunki występujące w Azji (Chińska Republika Ludowa, Tajwan, Indie, Mjanma, Laos, Wietnam i Tajlandia). 

## Systematyka
Rodzaj zdefiniował w 1895 roku amerykański paleontolog, zoolog i ewolucjonista Edward Drinker Cope w artykule zatytułowanym O kolekcji Batrachia i Reptilia z wyspy Hajnan, opublikowanym w czasopiśmie „Proceedings of the Academy of Natural Sciences of Philadelphia”. Gatunkiem typowym jest (oznaczenie monotypowe) T. percarinatus.

### Etymologia
- Trimerodytes: gr. τρι- tri- ‘trój-’, od τρεις treis, τρια tria ‘trzy’[6]; μερος meros ‘część’[7]; δυτης dutēs ‘nurek’, od δυω duō ‘zanurzać się’[8].
- Paratapinophis: gr. παρα para ‘blisko,  obok’[9]; rodzaj Tapinophis Boulenger, 1899. Gatunek typowy (oznaczenie monotypowe): Paratapinophis premaxillaris Angel, 1929.
- Sinonatrix: łac. Sinae ‘chiński’, od gr. Σιναι Sinai ‘chiński’[10]; rodzaj Natrix Laurenti, 1768. Gatunek typowy (oryginalne oznaczenie): Tropidonotus annularis Hallowell, 1856.

### Podział systematyczny
Do rodzaju należą następujące gatunki: 
- Trimerodytes aequifasciatus (Barbour, 1908)
- Trimerodytes annularis (Hallowell, 1856)
- Trimerodytes balteatus Cope, 1895
- Trimerodytes percarinatus (Boulenger, 1899)
- Trimerodytes praemaxillaris (Angel, 1929)
- Trimerodytes yapingi (Guo, Zhu & Liu, 2019)
- Trimerodytes yunnanensis (Rao & Yang, 1998)